# Josef Dörr

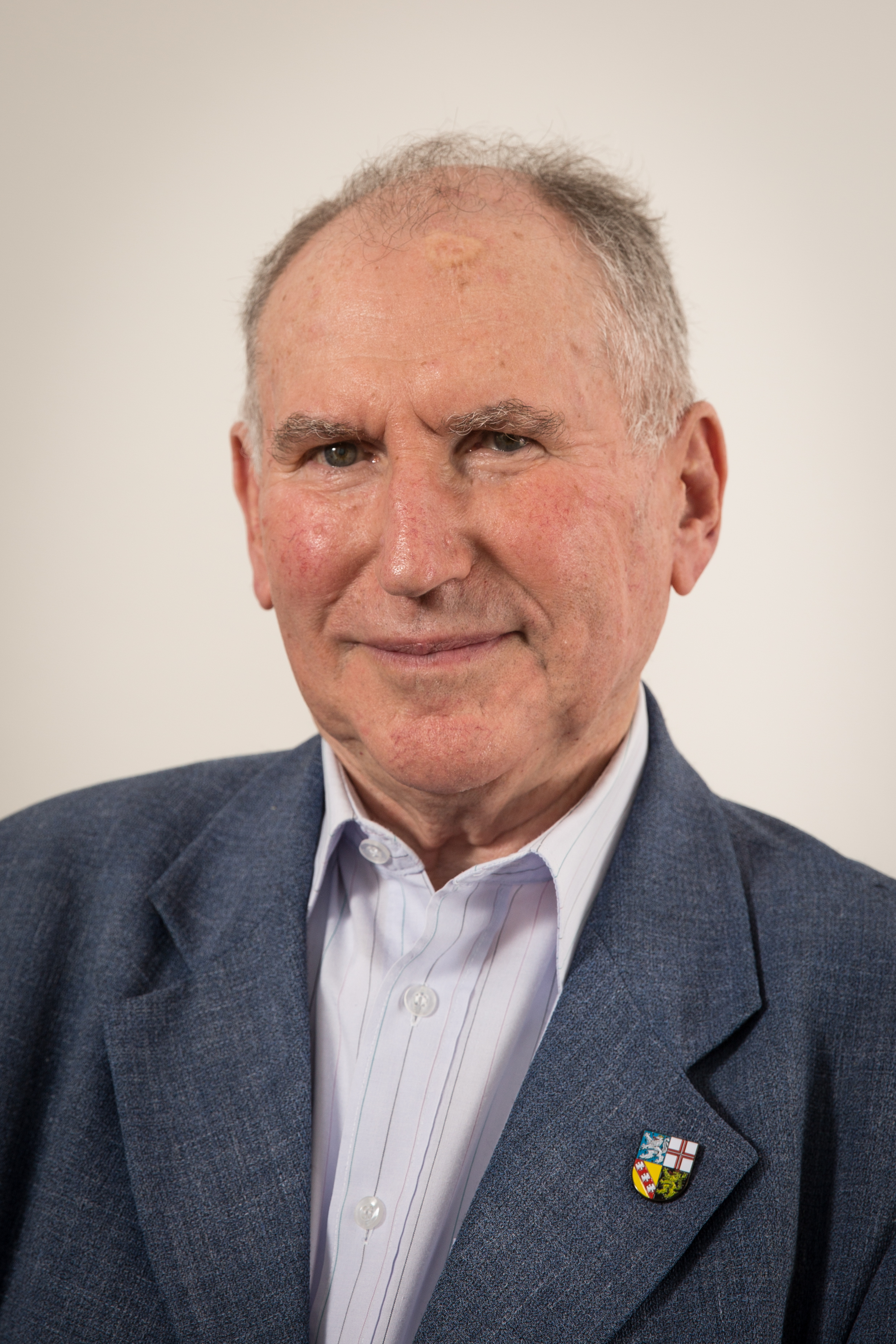
Josef Dörr (2017)

Friedrich Josef Dörr (* 16. Juli 1938 in Illingen) ist ein deutscher Politiker (AfD; zuvor Grüne, CSWU und CDU).  Er ist seit 2017 Abgeordneter im Landtag des Saarlandes sowie Vorsitzender der AfD-Landtagsfraktion. Er war von April 2015 bis März 2020 Landesvorsitzender der AfD Saarland. Sowohl in der CDU als auch bei den Grünen war er Kreisvorsitzender, bei den Grünen als Landesschatzmeister zusätzlich Mitglied des Landesvorstands. Wegen Kontakten zu NPD-Kadern läuft gegen Dörr ein Parteiausschlussverfahren.

## Leben
Dörr ist ehemaliger Sonderschullehrer. Als 1966 die katholische Sonderschule für Lernbehinderte in Wustweiler-Hosterhof gegründet wurde, wurde er Schulleiter der Schule mit 52 Kindern. 1980 wurde er an die Sonderschule L Saarlouis versetzt.
Dörr ist Esperantist, Mitglied und ehemaliger Vorsitzender des Saarländischen Esperantobundes und veröffentlicht Publikationen in der Plansprache Esperanto. Auf der Abgeordnetenseite des Saarländischen Landtags bezeichnet sich Dörr als „Wissenschaftler und Autor“.

## Politik
Dörr trat 1955 in die Junge Union ein und war 23 Jahre in der CDU aktiv. Er war Gemeindeverbandsvorsitzender und Kreisvorsitzender und gehörte von 1974 bis 1979 dem Kreistag des Landkreises Neunkirchen an. 1978 trat er der Christlich Sozialen Wähler Union bei, war Landesvorsitzender und kandidierte 1980 erfolglos für den Landtag. Ab 1984 gehörte er den Grünen an und war 28 Jahre in der Partei tätig. Er war Kreisvorsitzender und Landesschatzmeister. Von 1994 bis 2009 war Dörr Mitglied des Stadtverbandstages des Stadtverbands Saarbrücken (seit 2008: Regionalverband Saarbrücken).
Seit 2013 ist Dörr Mitglied der Alternative für Deutschland. Er wurde während seiner Mitgliedschaft dem rechten Flügel der Partei zugeordnet. Er wurde 2015 knapp vor seinem Vorgänger Johannes Trampert zum Landesvorsitzenden der AfD Saarland gewählt. Daraufhin legten mehrere führende Mitglieder der saarländischen AfD aus Protest ihre Parteiämter nieder; Trampert erklärte seinen Austritt aus der Partei.
Die Saarbrücker Zeitung und der Stern recherchierten enge Kontakte zur Freien Bürger Union (FBU) und eine angestrebte Zusammenarbeit dieser Partei mit der AfD. Dörr und sein Stellvertreter Lutz Hecker ließen daraufhin auf Druck des Bundesverbandes ihre Ämter ruhen. Im März 2016 beschloss der Bundesvorstand der AfD, den Landesverband aufzulösen. Der hierauf eingelegte Widerspruch hatte beim Bundesschiedsgericht der AfD mit aufschiebender Wirkung Erfolg. Im April 2016 wurde Dörr auf dem Landesparteitag in Völklingen mit großer Mehrheit im Amt bestätigt.
Im Landtag des Saarlandes amtierte er in der konstituierenden Sitzung am 25. April 2017 als Alterspräsident. Die drei Abgeordneten der AfD wählten ihn zu ihrem Fraktionsvorsitzenden.
Am 31. März 2020 setzte der AfD-Bundesvorstand den gesamten Vorstand der Saar-AfD, und damit auch Dörr, aufgrund „schwerwiegender Verstöße gegen Grundsätze oder Ordnung der Partei“ ab. Dörr bezeichnete die Vorwürfe als „absolut hirnrissig“.
Ein Landesschiedsgericht der AfD hat am 4. Februar 2022 beschlossen, Dörr aus der Partei auszuschließen. Begründet wurde es hauptsächlich mit seinen Kontakten zur FBU, deren Protagonisten aktuelle oder ehemalige NPD-Kader waren. Der Ausschluss ist noch nicht rechtskräftig.
Bei der Landtagswahl 2022 wurde Dörr über die Liste der AfD im Wahlkreis Saarbrücken erneut in den Landtag gewählt. Der damals 83-jährige Dörr war erneut Alterspräsident des Parlaments. Er wurde von der dreiköpfigen Fraktion der AfD zu ihrem Vorsitzenden gewählt.
Gegen Dörr laufen seit Februar 2024 staatsanwaltschaftliche Ermittlungen wegen eines vermuteten Meineides vor dem Landgericht Saarbrücken; seine Immunität als Abgeordneter wurde deshalb vom Saarländischen Landtag aufgehoben.